# Équipe cycliste Force Sud
 (novembre 2010).
Si vous disposez d'ouvrages ou d'articles de référence ou si vous connaissez des sites web de qualité traitant du thème abordé ici, merci de compléter l'article en donnant les références utiles à sa vérifiabilité et en les liant à la section « Notes et références ».
L'équipe cycliste Force Sud est une ancienne équipe cycliste française. Elle fut créée au début de l'année 1996 et périclita fin juillet 1996. Elle était sponsorisée par les mutuelles Force Sud. 

## Une histoire éphémère
L'équipe Force Sud fait partie des équipes créées au milieu des années 1990 sous l'impulsion de la Fédération française de cyclisme. Elle voit le jour à la fin de la saison 1995 alors que l'équipe Castorama est mise en sommeil et plusieurs coureurs français sont au chômage à la suite de la disparition en cours d'année du Groupement. Elle est basée dans les Bouches-du-Rhône. Elle sera entraînée par l'entraîneur de l'Equipe de France Militaire, Michel Thèze.
La société d'assurance Force Sud se lance donc dans le cyclisme dans un contexte difficile. L'équipe possède un effectif limité qui ne lui permet pas de participer au classiques et aux grandes courses par étapes.
L'équipe réussit un bon début de saison en remportant la première étape du Critérium international de la route grâce à Christophe Capelle elle porte également le maillot de leader pendant une étape. L'équipe participe aussi à Paris-Roubaix sans grand résultat.
N'ayant pas honoré les salaires de ses coureurs depuis plusieurs mois, l'équipe est suspendue par la FFC. Elle ne parvient plus à partir de la fin juin à prendre part à la moindre épreuve. Elle ne participe pas au Tour de France, auquel elle n'a pas été invitée. Le 25 juillet, les coureurs sont libérés de leur contrat.

## Classement mondial
Avant 1995, les équipes étaient regroupées dans un groupe unique. À partir de la saison 1995, les équipes sont divisées en deux groupes. L'équipe Force Sud est classée en GS2 durant l'année 1996. 
- Classement individuel : Christophe Rinero - 250e

## Effectif 1996
| Prénom-Nom            | Date de Naissance | Nationalité | Equipe 1995         | Equipe 1997                |
| --------------------- | ----------------- | ----------- | ------------------- | -------------------------- |
| Dominique Arnould*    | 19/11/1966        | France      | Le Groupement       | CSM Persan - Bic           |
| Miguel Arroyo         | 06/12/1966        | Mexique     | Chazal              | Auber 93                   |
| Christophe Bassons ** | 10/06/1974        | France      | Amateur             | Festina                    |
| Dominique Bozzi       | 03/07/1971        | France      | Le Groupement       | Casino                     |
| Christophe Capelle *  | 15/08/1967        | France      | Gan                 | Cofidis                    |
| Jean-Jacques Henry    | 16/01/1967        | France      | Festina             | Auber 93                   |
| Xavier Jan            | 12/06/1970        | France      | Amateur             | Française des Jeux         |
| Pascal Lance          | 23/01/1964        | France      | Equipe cycliste Gan | Auber 93                   |
| Anthony Morin         | 27/06/1974        | France      | Amateur             | Auber 93                   |
| Thierry Bourguignon*  | 19/12/1962        | France      | Le Groupement       | Auber 93                   |
| Roberto Pagnin        | 08/07/1962        | Italie      | ZG Mobili           | Retraite                   |
| Christophe Rinero     | 29/12/1973        | France      | Amateur             | Mutuelle de Seine-et-Marne |
| Michel Zanoli         | 10/01/1968        | Pays-Bas    | Montgomery Bell     | Amateur                    |

- * jusqu'au 15 juin
- ** jusqu'au 31 mars